# Isdera Spyder
Der Spyder des schwäbischen Herstellers Isdera ist ein zwischen 1983 und 1992 gebauter Roadster.

## Technik
Die ersten Modelle besaßen noch einen Vierzylinder-Reihenmotor aus dem VW Golf GTI mit 102 kW (139 PS). Ab 1985 kam der Motor des Mercedes-Benz 190 E 2.3-16 im jetzt 033-16 genannten Spyder zum Einsatz. 1987 baute man den 3,0-Liter-Sechszylinder aus dem 300 E ein. Nach vier Jahren löste man diesen durch die neuen Vierventil-Sechszylinder, ebenfalls von Mercedes-Benz, ab. Diese leisteten je nach Modelljahr von 162 bis 170 kW (220–231 PS). Zusätzlich war im Spyder 036i ab Mitte der 1990er Jahre ein 3,6-Liter-Sechszylinder von AMG mit 210 kW (286 PS) verfügbar. Ein Fünfgang-Getriebe sorgt in jedem Modell für die Kraftübertragung an die Hinterachse.
Als Version mit 162 kW/220 PS erreicht der Spyder etwa 260 km/h und erledigt den Sprint von 0 auf 100 km/h in 6,4 Sekunden. Aber auch die erste Variante mit VW-Triebwerk erreichte über 200 km/h.
Im Gegensatz zu massenproduzierten Sportwagen großer Hersteller wurde der Isdera Spyder in äußerst geringer Stückzahl gebaut und ist heute eine von Sammlern gesuchte Rarität. Isdera war ein kleiner, unabhängiger Hersteller, und jedes Spyder-Modell wurde mit viel Liebe zum Detail handgefertigt.

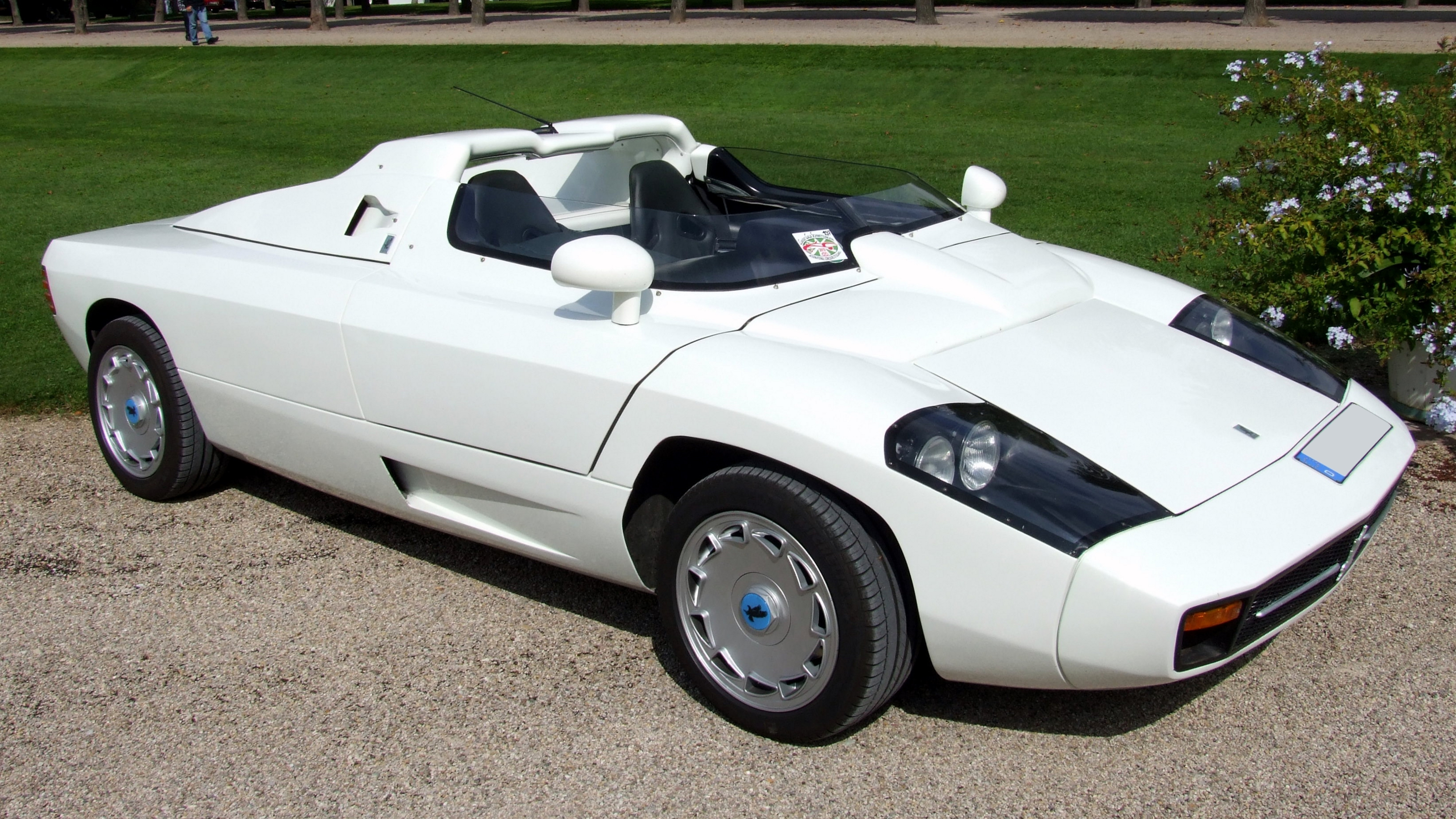
Isdera Spyder 036i
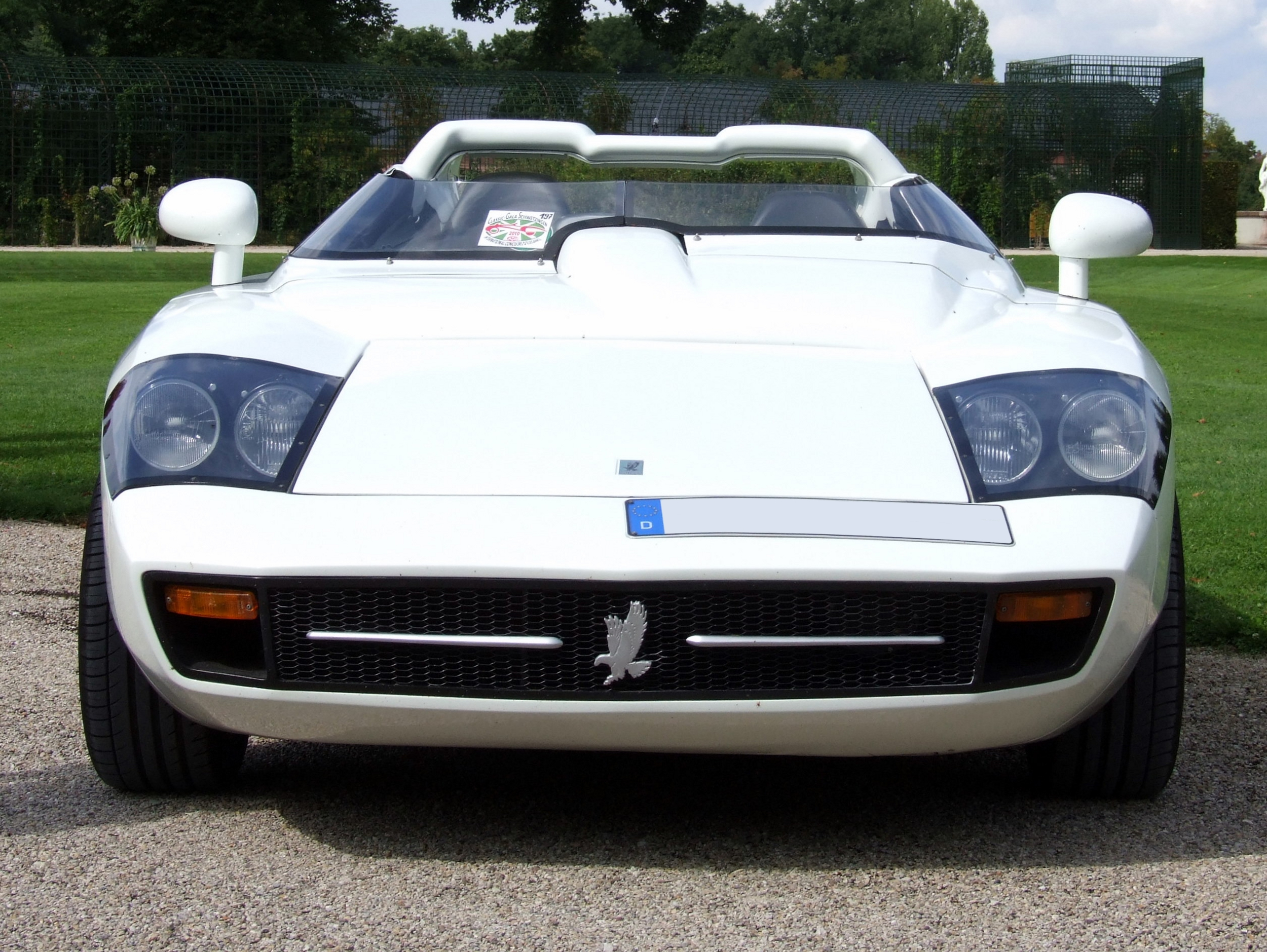
Isdera Spyder 036i
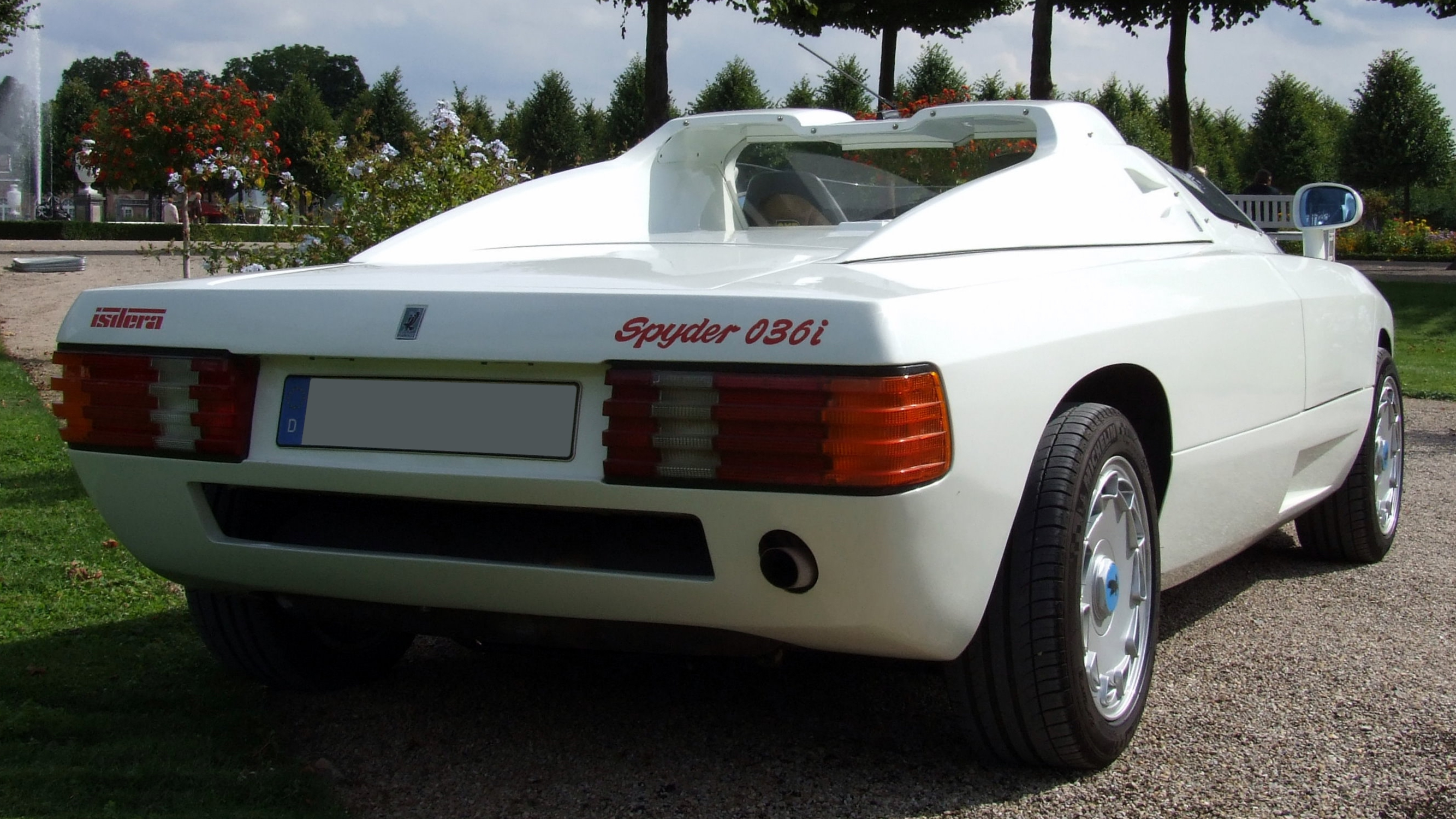
Isdera Spyder 036i
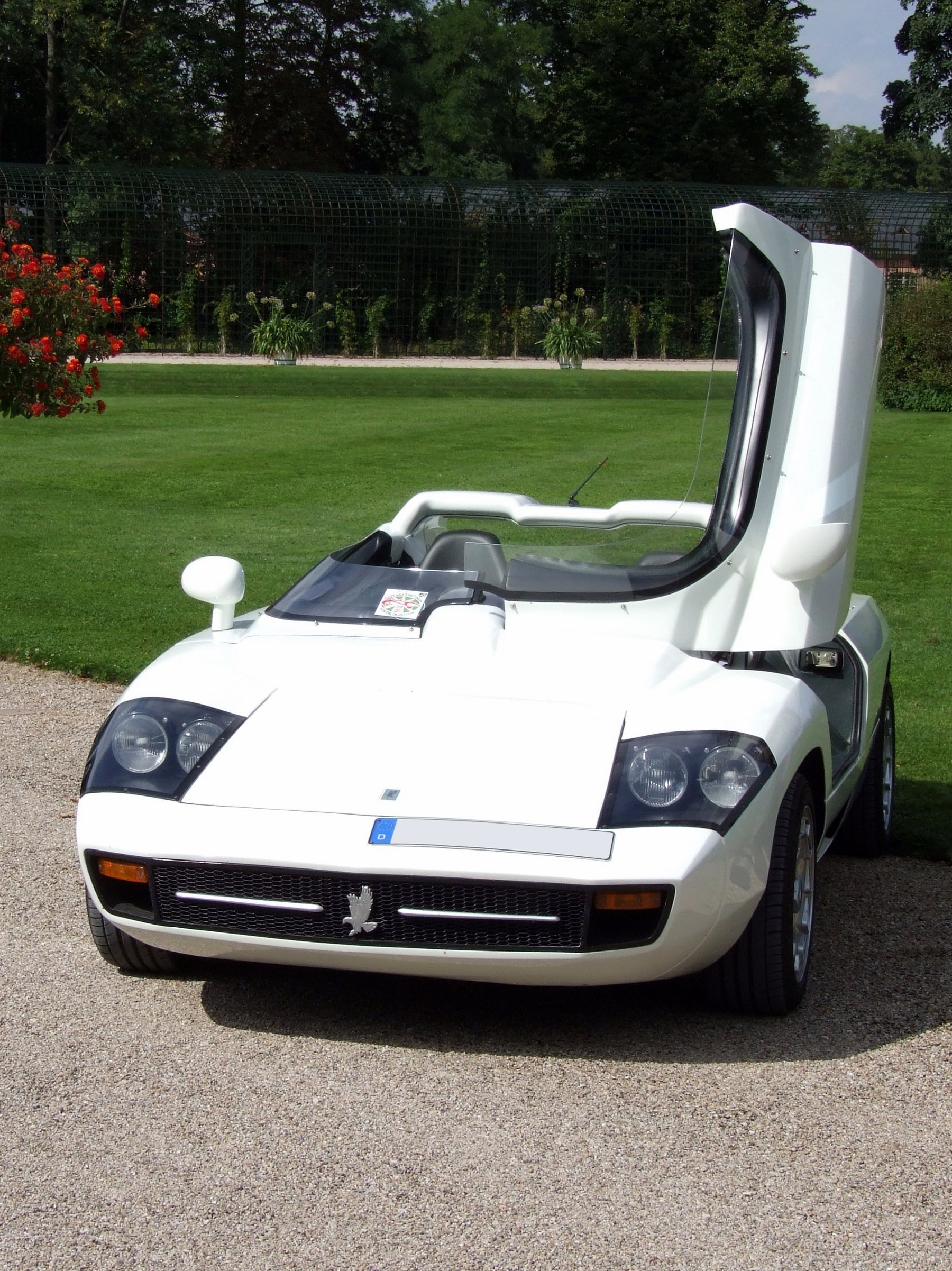
Isdera Spyder 036i
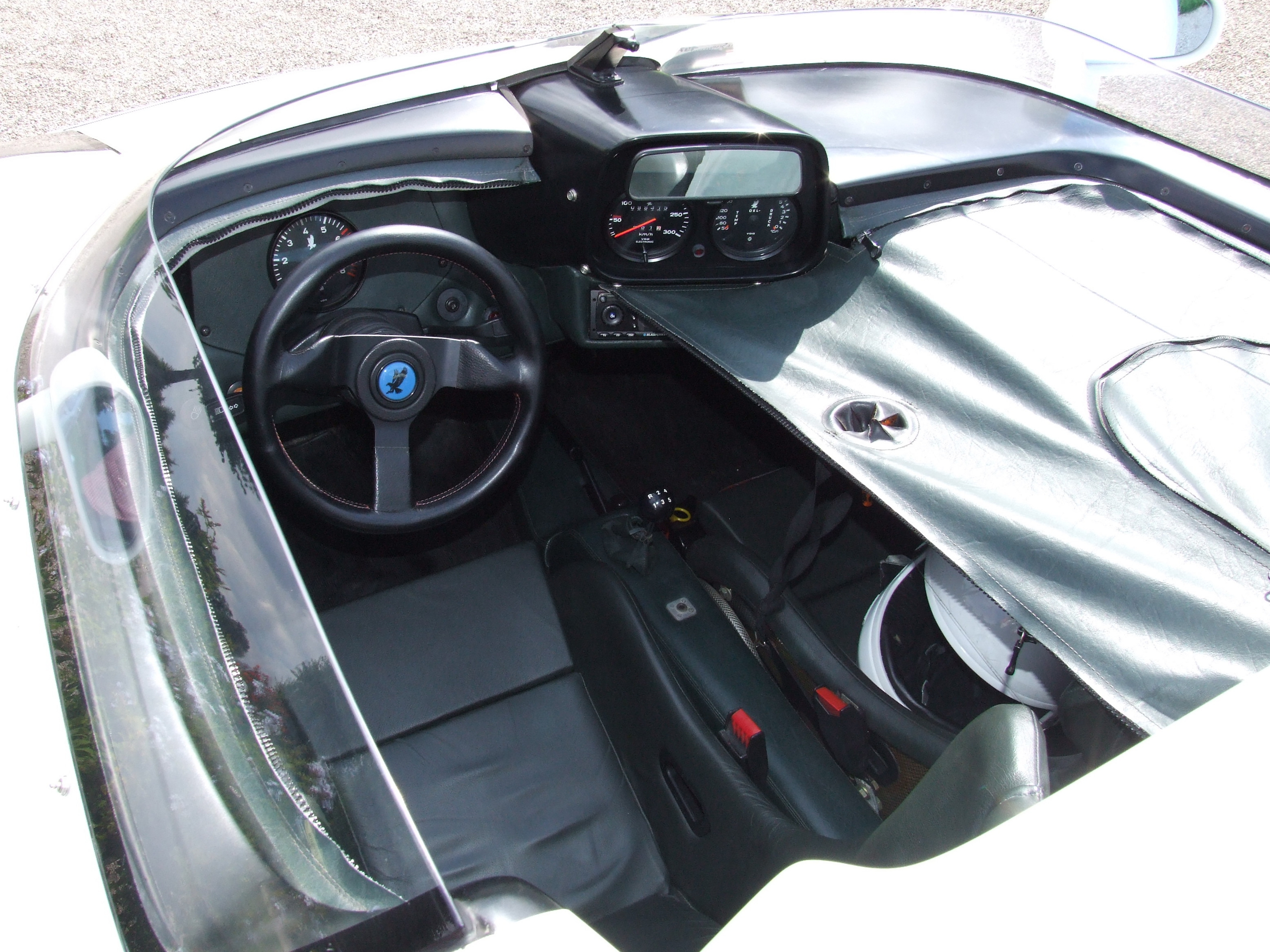
Isdera Spyder 036i